# バレーボールオランダ男子代表
バレーボールオランダ男子代表は、バレーボールの国際大会で編成されるオランダの男子バレーボールナショナルチームである。

## 歴史
1947年に国際バレーボール連盟へ加盟。1940年代の世界選手権、欧州選手権の第1回大会に初出場、バレーボールがオリンピックの正式種目となった1964年東京オリンピックにも初出場を果たした。
1980年代後半から力をつけ始め、1989年欧州選手権でチーム初の銅メダルを獲得すると、1990年代に世界一の高さと攻撃力を誇る強豪国へ躍進し、1992年バルセロナオリンピックで銀メダルを獲得。1994年世界選手権、1995年ワールドカップでも銀メダルを獲得するものの、あと一歩のところで金メダルには手が届かなかった。しかし、オリンピック前哨戦の自国開催の1996年ワールドリーグで初優勝。1996年アトランタオリンピックでは決勝で世界選手権2連覇中のイタリアをフルセットの激闘の末に破り、万年2位の汚名を返上するとともに悲願の金メダルを獲得した。さらに翌1997年欧州選手権で初優勝を果たし、FIVBランキング1位へと昇りつめた。
2000年代に入り、代表選手が入れ替わると成績は低迷し、2006年世界選手権大陸予選プレーオフで敗退。20年ぶりに世界選手権の出場権を逃がし、その影響でFIVBランキングも24位と大きく落ち込んだ。また、2010年世界選手権大陸予選も3次ラウンドで敗退、2011年欧州選手権予選も3次ラウンド・プレーオフで新興チームのエストニアに完敗し、1983年大会から連続出場していた欧州選手権も28年ぶりに出場権を失った。

## 過去の成績

### オリンピックの成績
| - 1964年 - 8位 - 1968年 - 不出場 - 1972年 - 不出場 - 1976年 - 不出場 - 1980年 - 不出場 - 1984年 - 不出場 | - 1988年 - 5位 - 1992年 - 銀メダル - 1996年 - 金メダル - 2000年 - 5位 - 2004年 - 9位 - 2008年 - 不出場 | - 2012年 - 不出場 - 2016年 - 不出場 - 2020年 - 不出場 |

### 世界選手権の成績
| - 1949年 - 10位 - 1952年 - 不出場 - 1956年 - 13位 - 1960年 - 不出場 - 1962年 - 12位 - 1966年 - 12位 - 1970年 - 14位 | - 1974年 - 11位 - 1978年 - 16位 - 1982年 - 不出場 - 1986年 - 不出場 - 1990年 - 7位 - 1994年 - 銀メダル - 1998年 - 6位 | - 2002年 - 9位 - 2006年 - 欧州予選敗退 - 2010年 - 欧州予選敗退 - 2014年 - 欧州予選敗退 - 2018年 - 9位 - 2022年 - 10位 |

### ワールドカップの成績
- 1965年 - 10位
- 1995年 - 準優勝

### 欧州選手権の成績
| - 1948年 - 6位 - 1951年 - 9位 - 1958年 - 13位 - 1963年 - 12位 - 1967年 - 15位 - 1971年 - 9位 - 1975年 - 9位 - 1977年 - 12位 - 1983年 - 10位 - 1985年 - 10位 | - 1987年 - 5位 - 1989年 - 3位 - 1991年 - 3位 - 1993年 - 準優勝 - 1995年 - 準優勝 - 1997年 - 優勝 - 1999年 - 5位 - 2001年 - 8位 - 2003年 - 6位 - 2005年 - 11位 | - 2007年 - 7位 - 2009年 - 7位 - 2011年 - 予選敗退 - 2013年 - 10位 - 2015年 - 9位 - 2017年 - 14位 - 2019年 - 10位 - 2021年 - 5位 - 2023年 - 5位 |

### ワールドリーグの成績
| - 1990年 - 準優勝 - 1991年 - 4位 - 1992年 - 4位 - 1993年 - 5位 - 1994年 - 5位 - 1995年 - 12位 - 1996年 - 優勝 - 1997年 - 4位 | - 1998年 - 3位 - 1999年 - 10位 - 2000年 - 5位 - 2001年 - 7位 - 2002年 - 7位 - 2003年 - 10位 - 2009年 - 12位 - 2010年 - 11位 | - 2013年 - 14位 - 2014年 - 12位 - 2015年 - 13位 - 2016年 - 15位 - 2017年 - 16位 - 2021年 - 14位 - 2022年 - 8位 - 2023年 - 10位 |  |

## 歴代代表監督
- ペーター・ブランジェ（2006-2011年）
- エドウィン・ベン
- ギド・ヴァーミューレン
- ロベルト・ピアッツァ

## 歴代代表選手
- ペーター・ブランジェ
- オロフ・ファンダールミューレン
- アヴィタル・セリンジャー
- エドウィン・ベン
- ロン・ズベルフェル
- ヒド・イェルツェン
- バス・ファンデホール
- マイク・ファンデホール
- タイス・テルホースト
- ディック・コーイ
- ニミル・アブデル＝アジズ